# HMS Pandora (1779)

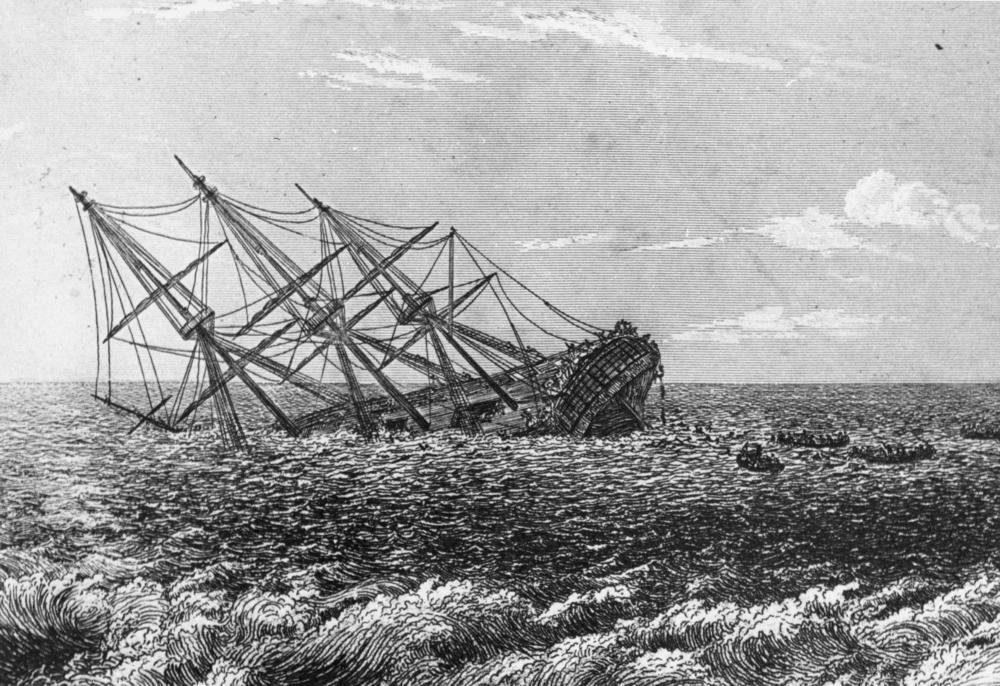
HMS Pandora vergaat

HMS Pandora was een Engels fregat met 24 kanons, gebouwd in 1779.
Het schip werd in 1790 door de Britse Admiraliteit onder commando van Edward Edwards naar de Zuidzee gestuurd met de opdracht de muiters van de Bounty gevangen te nemen en ter berechting naar Engeland te voeren. Bij vertrek waren er 134 koppen aan boord, onder andere de luitenants John Larkan, Robert Corner,  John Hallett en Thomas Hayward. De laatste twee hadden ook (toen nog als adelborst) op de Bounty gevaren en kenden de muiters dus goed. De chirurgijn was George Hamilton; hij schreef een reisverslag dat in 1793 werd gepubliceerd.
In maart 1791 werden 14 mannen gearresteerd op Tahiti. Kapitein Edwards maakte geen onderscheid tussen schuldigen en onschuldigen. Hij sloot ze op in een hok op het achterdek van de Pandora, door de scheepstimmerlieden gebouwd en door de gevangenen al snel - heel toepasselijk -  "Pandora's box" genoemd. Nadat de 14 mannen gevangengenomen waren, wendde de Pandora de steven westwaarts, onder meer naar Samoa, Tonga en Rotumah, op zoek naar de Bounty en vooral naar de resterende muiters. Er werden nieuwe eilanden ontdekt, maar van de muiters geen spoor. Nadat de terugreis was aanvaard, liep het schip  op 29 augustus 1791 vast op het Groot Barrièrerif voor de noordkust van Australië. Het schip zonk en 35 opvarenden verloren het leven, waaronder vier gevangenen; o.a. de adelborst George Stewart uit Orkney.
De overigen voeren enkele dagen later met sloepen naar het Nederlands-Indische eiland Timor en vandaar via Batavia, Kaapstad en de Zeeuwse eilanden terug naar Engeland. De overlevenden werden verdeeld over een aantal VOC-retourschepen - de Zwaan, de Vredenburg, de Horssen en de Hoornweg - die in de loop van de maanden juni, juli en augustus 1792 in Den Briel en Rammekens aankwamen. De gevangenen waren eerder in Kaapstad op een Brits oorlogsschip overgezet en direct naar Portsmouth gevoerd, waar zij eind juni aankwamen. Enkele maanden later werden vier gevangenen meteen vrijgesproken daar de verklaringen van kapitein Bligh hun onschuld had bevestigd. De andere zes gevangenen werden allen schuldig bevonden en ter dood veroordeeld; het vonnis werd echter maar in 3 gevallen uitgevoerd (Millward, Ellison en Burkitt).   Heywood en Morrison ontsnapten aan het doodsvonnis omdat Koning George III hen op aanbeveling van de Krijgsraad gratie had verleend. Muspratt kreeg vrijspraak wegens een vormfout.

## Het wrak teruggevonden
In 1977 werd het wrak van de Pandora door een duiker uit Ben Cropps team gevonden nadat rivalen van Cropp de exacte ligplaats van het wrak op 30 m diepte met behulp van de Australische luchtmacht hadden weten te bepalen.
Het wrak is nu beschermd onder de zogeheten Historic Shipwrecks Act 1976, een Australische wetgeving die wrakken beschermt die ouder zijn dan 75 jaar. Het Queensland Museum beheert een collectie voorwerpen die tussen 1983 en 1999 archeologisch werd geborgen.
Een dependance van het museum in Townsville heeft een permanente tentoonstelling over het Pandora-verhaal en de archeologische vondsten uit het wrak. Onder de meest opmerkelijke vondsten, een assortiment 'curiositeiten' dat door de bemanning tijdens de reis werd verzameld, onder andere knotsen uit Tonga en allerlei Polynesisch vistuig.
Een genealogisch project 'Dead man secrets' begon in 2012 met als doel het opsporen van mannelijke afstammelingen van de 31 verdronken bemanningsleden met behulp van Y-DNA-signaturen die zijn gesequencet uit de skeletten van 3 drenkelingen die in 1997 en 1998 archeologisch zijn geborgen.